# Jules Massonnet
Pour les articles homonymes, voir Massonnet.
Jules Léon Massonnet, né le 28 décembre 1879 à Chassepierre et décédé le 10 mai 1974 à Arlon, fut un homme politique libéral belge.
Massonnet fut pharmacien, et épousa Louise Martha, femme au foyer, le 19 mars 1910.  
Il fut élu conseiller communal, échevin et bourgmestre d'Arlon ; conseiller provincial de la province de Luxembourg; sénateur des arrondissements de la province de Luxembourg de 1947 à 1949, en suppléance de Victor Lenger, décédé, et de 1950 à 1954, entre deux sénateur provincial (1949-1950).

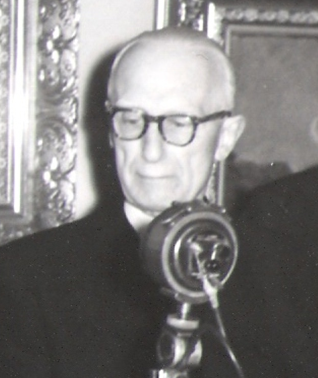
Jules Massonnet prononce un discours en la salle des mariages de l'hôtel de ville d'Arlon

Il est également l'auteur d'une série d'ouvrages et de recherches sur l'histoire locale et le dialecte Gaumais.
Il est le père de Charles Ernest Massonnet, éminent pédagogue et chercheur européen dans le domaine de la construction métallique, et initiateur de nombreuses collaborations internationales dans ce secteur (1914-1996).
Ils eurent également un autre fils, Jean Massonnet, né en 1910 et mort en 1940 à Cotten sur la Lys, à l'âge de 29 ans.

## Œuvres
- Histoire de Vance, 1959
- Lexique du patois gaumais de Chassepierre, 1962.
- Histoire de Chassepierre et de sa Seigneurie, réédition augmentée en 1969.
- La tour de refuge de Chassepierre, 1969.

## Sources
- Liberaal Archief